# ئی‌ام‌دی جی‌تی۴۶ام‌ای‌سی
ئی‌ام‌دی جی‌تی۴۶ام‌ای‌سی (انگلیسی: EMD GT46MAC) یک لوکوموتیو دیزلی ساخت شرکت جنرال موتورز الکترو-موتیو دیویژن و دیزل لوکوموتیو وورکز (هند) است.
این لوکوموتیو دارای ۱۶ سیلندر، ۴۵۰۰ اسب بخار توان خروجی و ۱۲۱ کیلومتر سرعت نهایی می‌باشد. عمده استفاده این لوکوموتیو در راه‌آهن هند است.

## نگارخانه

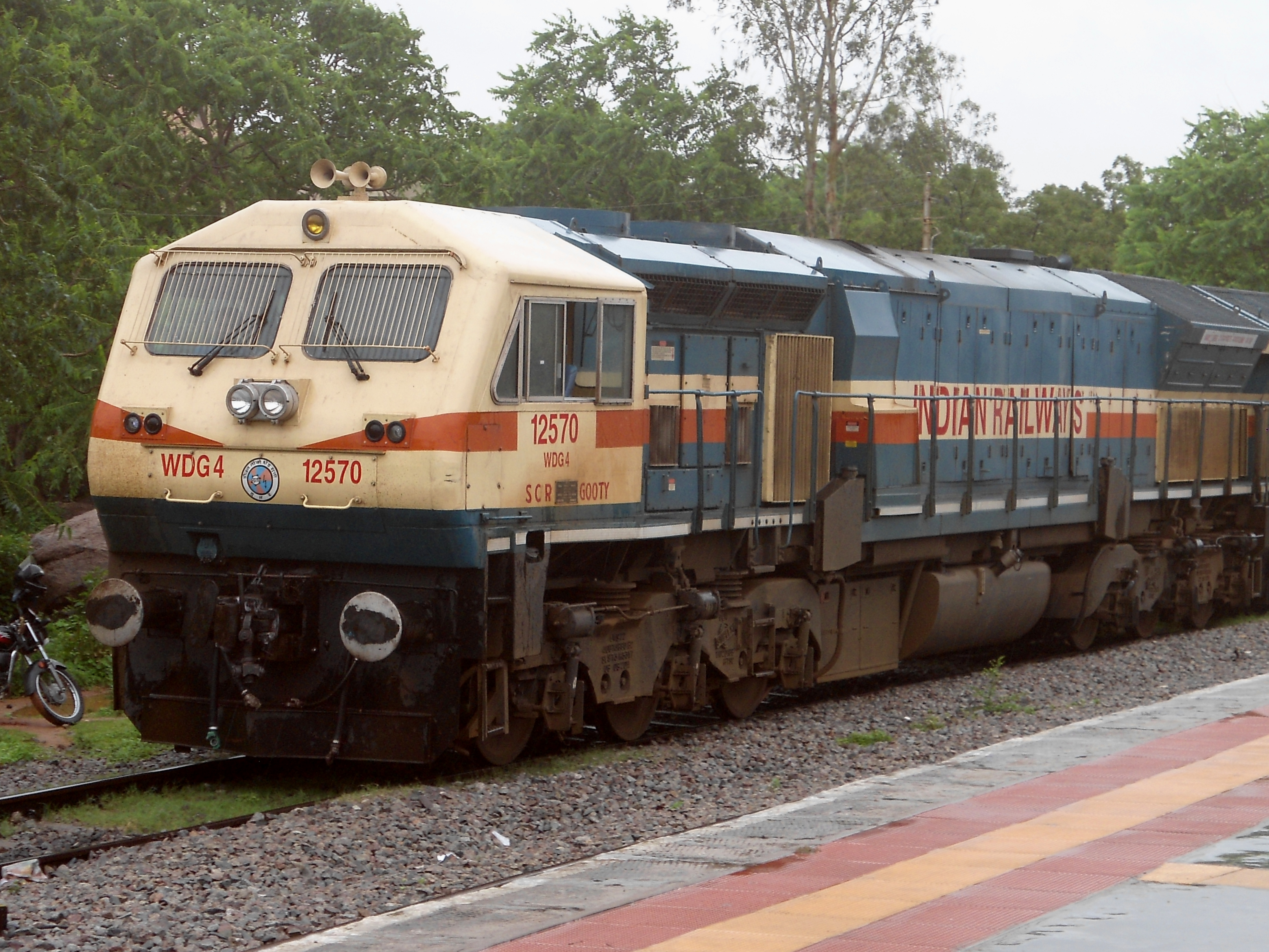
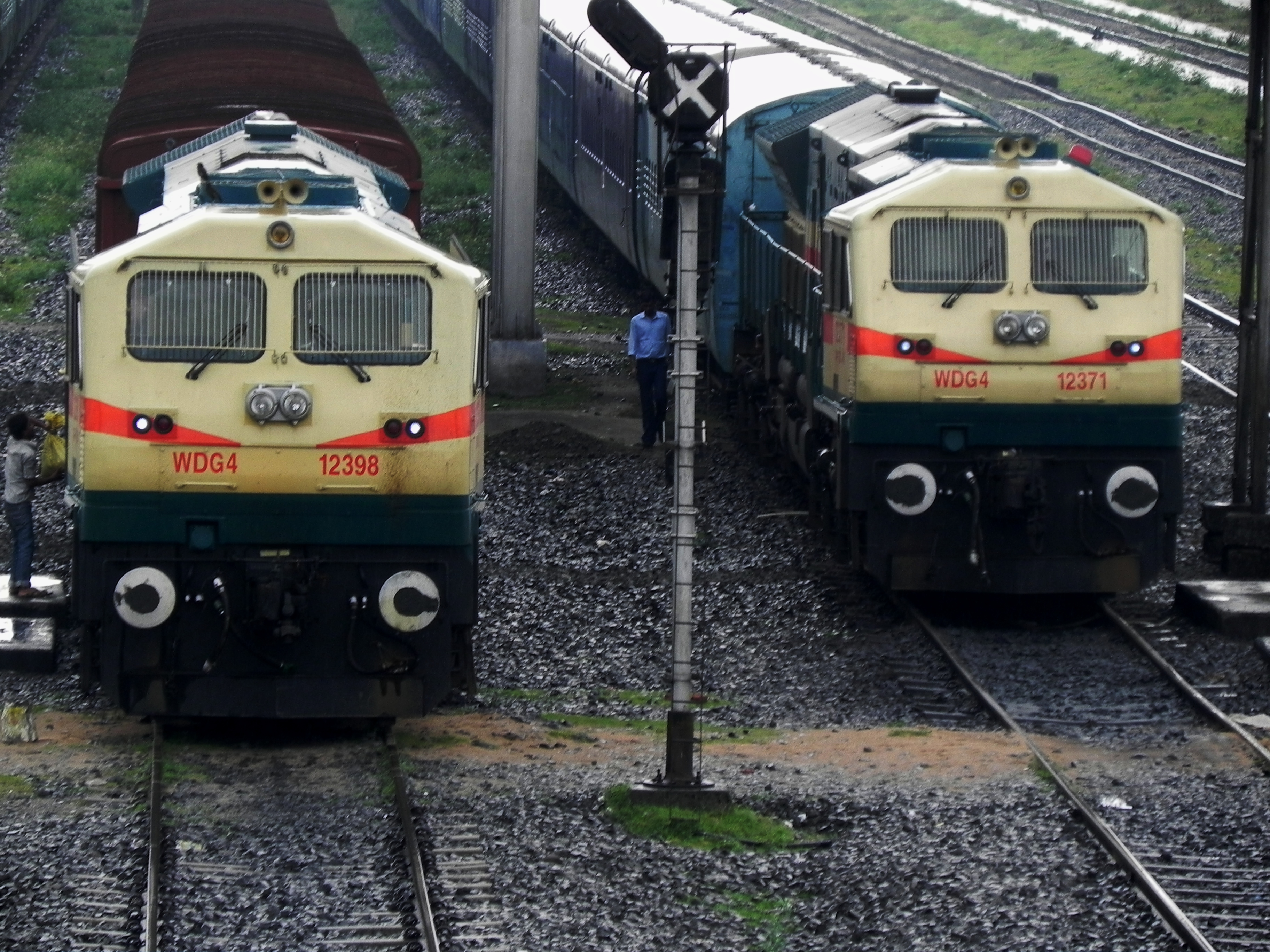